# Ilan Ramon
Ilan Ramon (hebr.: אילן רמון) (ur. 20 czerwca 1954 w Ramat Ganie, zm. 1 lutego 2003 nad Teksasem) – izraelski pilot myśliwski, pierwszy izraelski astronauta, pułkownik Sił Powietrznych Izraela.
Był specjalistą od ładunku towarowego podczas ostatniej tragicznej misji promu kosmicznego Columbia (STS-107), podczas której zginął on i sześciu innych członków załogi. Do katastrofy promu kosmicznego doszło podczas schodzenia do lądowania, nad południowym Teksasem. Ramon jako pierwszy obcokrajowiec otrzymał (pośmiertnie) amerykański „Kongresowy Kosmiczny Medal Honoru” (Congressional Space Medal of Honor).

## Życiorys

### Wczesny okres
Urodził się 20 czerwca 1954 w Ramat Ganie. Jego babka i matka były polskimi Żydówkami ocalałymi z niemieckiego obozu koncentracyjnego Auschwitz-Birkenau. Matka, Tonia „Towa” Kreppel, po II wojnie światowej w 1949 udała się do Izraela, gdzie poznała Eliezera Wolfermana, Żyda urodzonego w Niemczech. Ojciec Ramona współuczestniczył w tworzeniu państwa izraelskiego i brał udział w wojnie o niepodległość w 1948.
Ramon wychował się w Beer Szewie na pustyni Negew w rodzinie świeckich Żydów, starał się jednak przestrzegać tradycji żydowskiej.

### Służba wojskowa
W 1972 ukończył liceum i wstąpił do Sił Powietrznych Izraela. Jak wielu pilotów, hebraizował wtedy nazwisko z Wolferman na Ramon. Wziął udział w wojnie Jom Kipur w 1973 i za swoją postawę otrzymał odznaczenie.

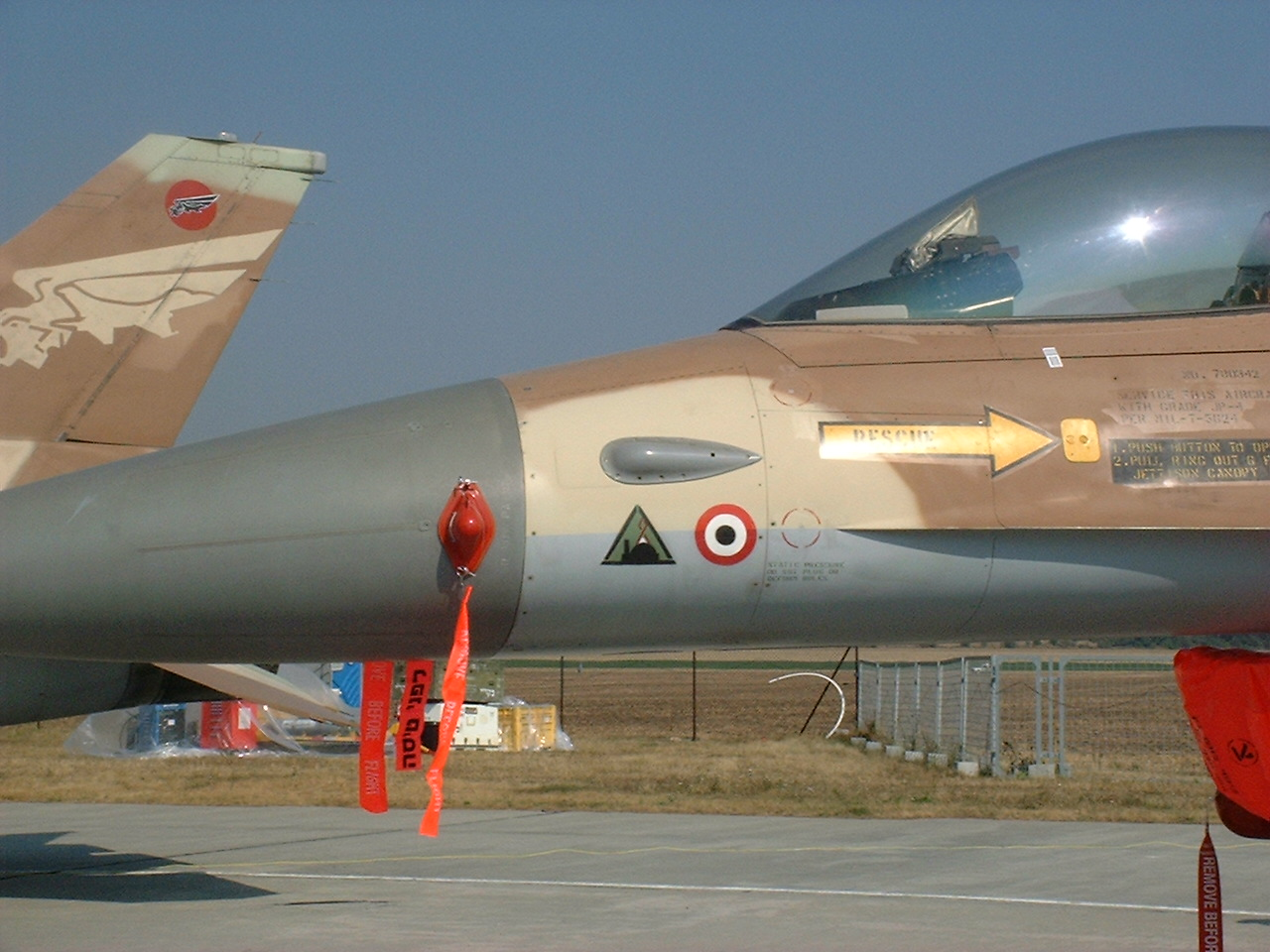
Nos myśliwca F-16 Ilana Ramona. Widoczne symbole udziału w ataku na Osirak i zestrzelenie jednego samolotu syryjskiego

W 1974 ukończył szkołę pilotów myśliwskich w bazie lotniczej Chacerim. W latach 1974–76 był pilotem samolotów szturmowych A-4 Skyhawk, a następnie w latach 1976–1980 pilotował samoloty myśliwskie Mirage IIIC. W 1980 Ramon wszedł w skład grupy pierwszych izraelskich pilotów, którzy zostali skierowani do szkolenia na myśliwcach wielozadaniowych F-16 Fighting Falcon. Szkolenie odbyło się w bazie amerykańskich sił powietrznych Hill Air Force Base w Ogden w Utah. Następnie, w latach 1981–83 był pilotem myśliwców F-16. Pilotował, jako najmłodszy pilot, jeden z samolotów, które 7 czerwca 1981 na rozkaz premiera Menachema Begina zniszczyły wybudowany przez Francuzów iracki reaktor jądrowy Osirak pod Bagdadem. Za udział w wojnie libańskiej w 1982 otrzymał odznaczenie.
W 1983 został oddelegowany na uzupełniające studia na Uniwersytecie Telawiwskim. W 1987 otrzymał stopień naukowy z elektroniki i inżynierii komputerowej. Ramon był żonaty i posiadał czworo dzieci. Jego hobby było narciarstwo i squash.
W latach 1988–90 pełnił obowiązki zastępcy dowódcy eskadry myśliwców bombardujących F-4 Phantom. W 1990 przeszedł szkolenie na dowódcę eskadry i w latach 1990–92 był dowódcą eskadry myśliwców F-16. W 1992 otrzymał odznaczenie za wykonanie 1 tys. godzin lotów na F-16. Wylatał także 3 tys. godz. na samolotach A-4, Mirage III-C i F-4.
W 1992 został dowódcą Wydziału Samolotów w Departamencie Zaopatrzenia Operacji. W 1994 awansował na stopień pułkownika i został dowódcą Departamentu Zaopatrzenia Operacyjnego i Rozwoju Broni. Obowiązki te pełnił do 1998.

### NASA

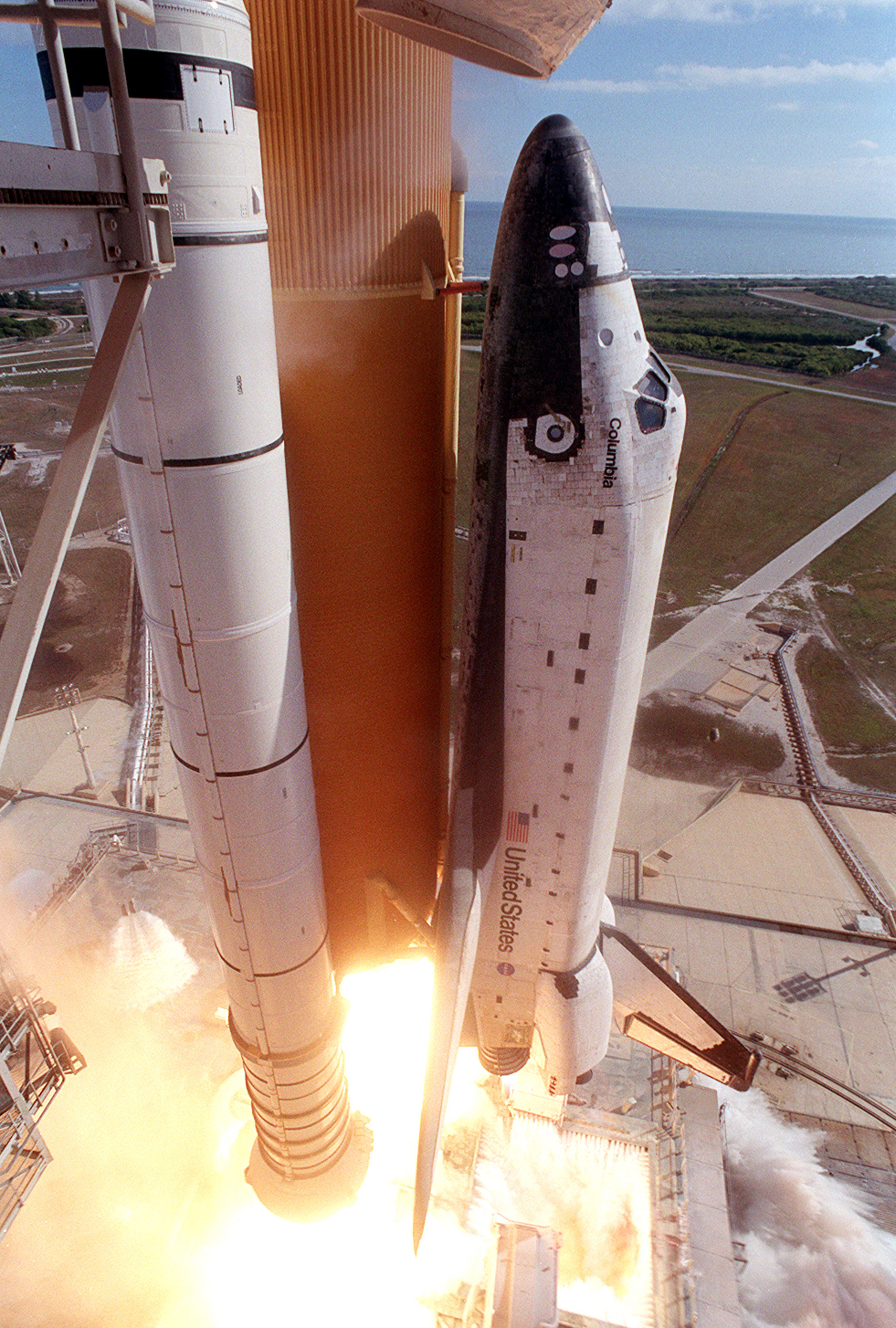
Start promu kosmicznego Columbia do misji STS-107

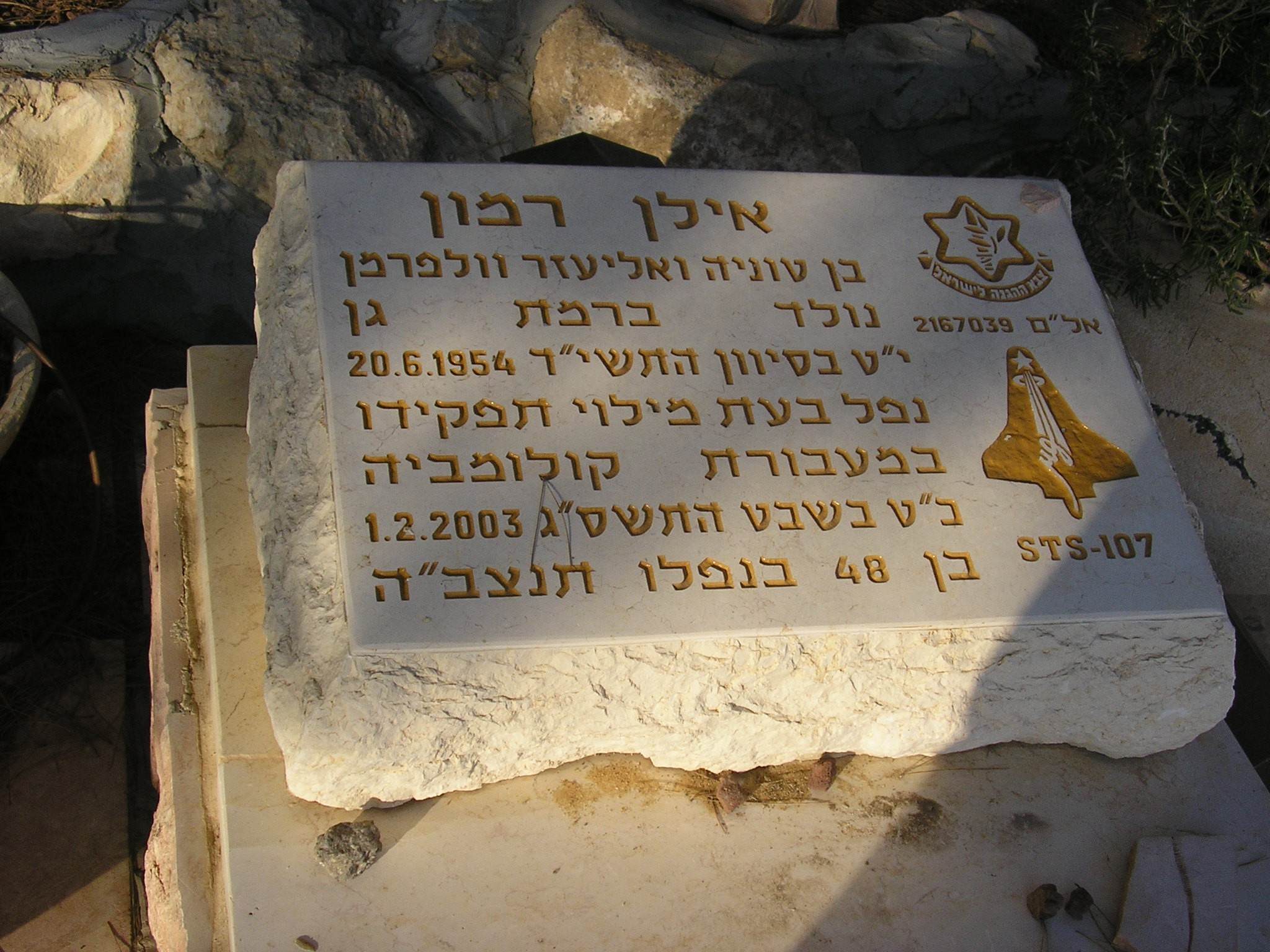
Symboliczny grób w moszawie Nahalal

Państwo Izrael już na początku lat 90. rozpoczęło starania, aby Izraelczyk poleciał w kosmos. Przeprowadzono nawet wstępną selekcję kandydatów, aby w razie zaproszenia od Rosjan lub NASA móc natychmiast przedstawić odpowiednie kandydatury. W konkursie zwyciężył „pułkownik A.” – anonimowość tłumaczono względami bezpieczeństwa. W roku 1995 strony amerykańska i izraelska porozumiały się w sprawie wspólnego lotu, trzy lata później Ramon rozpoczął w Houston szkolenie. Nazwisko astronauty ujawniono dopiero w 1998 r.
W 1998 pułkownik Ramon został wybrany na specjalistę ładunku towarowego do misji promu kosmicznego Columbia. Miała to być interdyscyplinarna misja, w czasie której miano przeprowadzić badania w mikrograwitacji, a także rejestracji obrazu wideo przy użyciu specjalnej multispektralnej kamery w celu badania pyłu atmosferycznego.
W lipcu 1998 Ramon rozpoczął szkolenie w Centrum Lotów Kosmicznych imienia Lyndona B. Johnsona w Houston w stanie Teksas. Szkolenie w NASA trwało do 2003.

### Lot kosmiczny
16 stycznia 2003 Ilan Ramon został pierwszym Izraelczykiem, który poleciał w kosmos. O godz. 16.39 czasu polskiego (14:39 UTC) wystartował na pokładzie promu kosmicznego Columbia. Załoga liczyła siedem osób, w tym 5 Amerykanów, 1 Hinduska i 1 Izraelczyk. Lot misji STS-107 trwał 15 dni, 22 godziny i 20 minut. Podczas lotu załoga pracowała na dwie zmiany, pracując 24 godziny na dobę. Przeprowadzono z powodzeniem około 80 eksperymentów naukowych.
Ramon był pierwszym astronautą, który poprosił o żywność koszerną. Zasięgnął również opinii w lokalnej społeczności Chabad-Lubawicz u rabina Zvi Konikova, o sposobie obchodzenia szabatu na orbicie okołoziemskiej (czas pomiędzy wschodami słońca wynosi około 90 minut). Stało się to słynne po przemówieniu rabina Konikova 7 lutego 2003 przy Pomniku Columbii w Centrum Kosmicznym im J.F. Kennedy’ego na Florydzie.
Na pokładzie znajdowała się kopia rysunku 14-letniego czeskiego chłopca Petra Ginza, więźnia obozu koncentracyjnego Theresienstadt, redaktora podziemnego magazynu „Vedem”, który narysował, jak sobie wyobraża widok Ziemi z Księżyca. Rysunek powstał za murami obozu koncentracyjnego w roku 1942, a więc na długo przed startem pierwszych satelitów czy też przed lądowaniem astronautów na Księżycu. Ginz zginął wkrótce w komorze gazowej w Auschwitz. Astronauta zabrał ze sobą w kosmos także Torę, która przeszła przez obóz koncentracyjny.
1 lutego 2003, podczas powrotu z przestrzeni kosmicznej, prom uległ zniszczeniu w wyniku uszkodzenia osłony termicznej na krawędzi natarcia lewego skrzydła. Uszkodzenie osłony nastąpiło w czasie wznoszenia po starcie, za sprawą fragmentu pianki osłaniającej zbiornik zewnętrzny wahadłowca, który oderwał się od zbiornika i uderzył w skrzydło orbitera powodując dziurę o średnicy ok. 25 cm, dzięki czemu w trakcie przelotu przez termosferę gorące gazy mogły dostać się do środka. W trakcie wejścia w atmosferę w ostatnich minutach misji, okazało się, że uszkodzenie było poważne – w katastrofie zginęła cała załoga – 7 astronautów. Do katastrofy doszło na 16 minut przed planowanym lądowaniem. Spowodowało to zawieszenie dalszych lotów wahadłowców NASA aż do startu promu Discovery 26 lipca 2005. Ilan Ramon został pochowany jako pierwszy z załogi Columbii. 10 lutego 2003 r. trumna z jego szczątkami dotarła do Tel Awiwu, gdzie astronautę pożegnano z należnymi honorami. Pogrzeb odbył się następnego dnia w bliżej nieokreślonym miejscu. W skromnej uroczystości uczestniczyli najbliższa rodzina, przyjaciele, piloci i dwóch astronautów z NASA.

## Odznaczenia
- Medal za Wojnę Jom Kipur – 1973
- Medal za Wojnę Libańską – 1982
- Odznaka 1000 godzin lotów na F-16 – 1992
- Medal Uznania Szefa Sztabu Sił Obronnych Izraela – 2003, pośmiertnie
- Congressional Space Medal of Honor – 2004, Stany Zjednoczone, pośmiertnie (Ramon jest obecnie jedynym nie-Amerykaninem, który otrzymał ten medal)
- NASA Distinguished Service Medal – 2003, Stany Zjednoczone, pośmiertnie
- NASA Space Flight Medal – 2003, Stany Zjednoczone, pośmiertnie
- Universal Astronaut Insignia za lot orbitalny (nr 430, pośmiertnie) – Stowarzyszenie Uczestników Lotów Kosmicznych (Association of Space Explorers(inne języki))[10]

## Upamiętnienie
Aby uczcić pamięć Ilana Ramona i oddać mu hołd, jego imieniem nazwano:
- planetoida (51828) Ilanramon
- Góra Ramona w paśmie Gór Columbia na Marsie
- Pawilon Ramona w Florida Institute of Technology w Melbourne, Floryda USA
- Bulwar Ilana Ramona w Vaughan, Kanada[11].
- Centrum Fizyki Ilana Ramona na Uniwersytecie Ben Guriona w Beer Szewie, Izrael[12].
- Wieża Kontroli Lotów Ramona na porcie lotniczym im. Ben Guriona w Tel Awiwie, Izrael
- Szkoła Podstawowa im. Ilana Ramona w Netanji, Izrael
- Park Ramona w Giwat Szemu’el, Izrael
- Park Ramona w Beer Szewie, Izrael
- Lotnisko Eilat Ramon zostało nazwane na jego cześć.